# Hidryta nigricoxa
Hidryta nigricoxa är en stekelart som först beskrevs av Léon Abel Provancher 1888.  Hidryta nigricoxa ingår i släktet Hidryta och familjen brokparasitsteklar. Inga underarter finns listade i Catalogue of Life.